# Balıklı (Istanbul)
Balıklı (in greco Μπαλουκλί?, Baluklí) è un quartiere (in turco Semt) nella parte europea di Istanbul, in Turchia. 

## Ubicazione

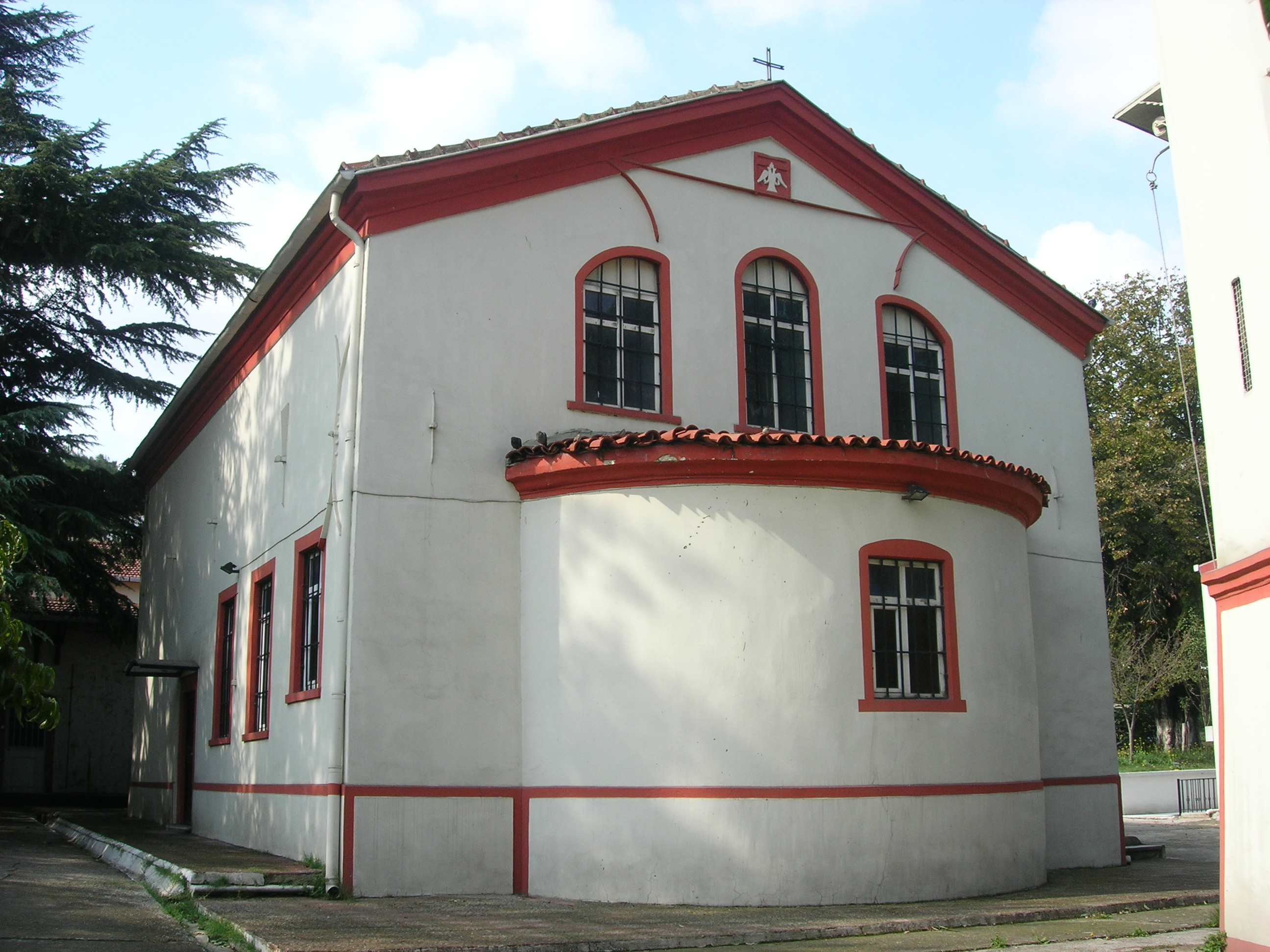
La chiesa dell'Ospedale greco di Balıklı

Appartiene al distretto di Zeytinburnu e fa parte del quartiere di Kazlıçeşme. Si trova lungo il Mar di Marmara e confina con la città murata di Istanbul a est, tra le porte di Yedikule e Silivri.

## Origine del nome
Il nome del quartiere (Balıklı in turco significa “con i pesci”, “luogo dove ci sono i pesci”)  deriva dai pesci presenti nella fontana di acqua santa (in greco ἁγίασμα?, hagiasma, da cui in turco ayazma) situata oggi nel complesso della Chiesa di Santa Maria della Fonte, importante santuario ortodosso orientale.

## Storia

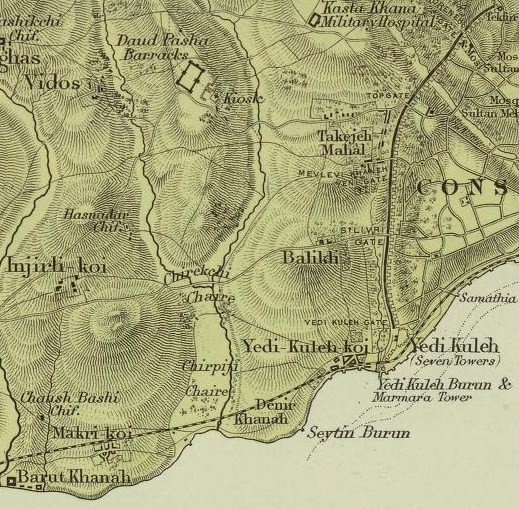
Vecchia carta di Zeytinburnu con Balikli

Nel periodo bizantino era conosciuto come Pege (in greco Πηγή?, che significa “fonte”) per antonomasia, sempre a causa della stessa fonte. Il quartiere è caratterizzato dalla presenza di diversi cimiteri musulmani, ortodossi orientali e armeni, che gli conferiscono tuttora un carattere campestre. A circa un chilometro a sud della chiesa di Santa Maria sono attivi un importante ospedale greco, il Balikli Rum Hastanesi Vakf (“Fondazione dell'ospedale greco di Balikli”) e un ospedale armeno, il Surp Pırgiç Ermeni Hastanesi. Prima del rapido aumento della popolazione di Istanbul negli anni '70, Balıklı era un quartiere rurale.